# Atherigona cristata
Atherigona cristata är en tvåvingeart som beskrevs av Adrian C. Pont och Magpayo 1995. Atherigona cristata ingår i släktet Atherigona och familjen husflugor. Inga underarter finns listade i Catalogue of Life.